# Mitropacup 1960
De Mitropacup 1960 was de 20e editie van deze internationale beker en bijzonder van opzet.
De vijf deelnemende landen Hongarije, Joegoslavië, Oostenrijk, Tsjechoslowakije en Italië vaardigden ieder zes clubs af. Elke club zou een thuis- en een uitwedstrijd spelen tegen dezelfde tegenstander. De totaal resultaten van alle clubs uit één land werden bij elkaar opgeteld en vormden zo het eindklassement, met Hongarije als winnaar.
 Wedstrijden 
| Winnaar                | Land                       | Uitslagen | Land                       | Verliezer            |
| ---------------------- | -------------------------- | --------- | -------------------------- | -------------------- |
| MTK Boedapest          | Vlag van Hongarije         | 2-1 , 2-1 | Vlag van Joegoslavië       | FK Sarajevo          |
| Tatabánya Bányász      | Vlag van Hongarije         | 2-1 , 3-3 | Vlag van Tsjecho-Slowakije | Rode Ster Bratislava |
| Diósgyőri VTK Miskolc  | Vlag van Hongarije         | 2-1 , 0-2 | Vlag van Italië            | Palermo FBC          |
| Újpest Dózsa           | Vlag van Hongarije         | 0-1 , 2-0 | Vlag van Italië            | AC Fiorentina        |
| Ferencvárosi TC        | Vlag van Hongarije         | 1-2 , 5-1 | Vlag van Oostenrijk        | 1. Simmeringer SC    |
| Vasas Boedapest        | Vlag van Hongarije         | 3-2 , 3-1 | Vlag van Oostenrijk        | First Vienna FC      |
| OFK Belgrado           | Vlag van Joegoslavië       | 1-2 , 3-2 | Vlag van Tsjecho-Slowakije | Baník Ostrava        |
| Partizan Belgrado      | Vlag van Joegoslavië       | 2-1 , 1-4 | Vlag van Tsjecho-Slowakije | Slovan Bratislava    |
| Hajduk Split           | Vlag van Joegoslavië       | 3-1 , 1-0 | Vlag van Italië            | Bologna FC 1909      |
| Velez Mostar           | Vlag van Joegoslavië       | 4-1 , 2-1 | Vlag van Italië            | US Alessandria       |
| Vojvodina Novi Sad     | Vlag van Joegoslavië       | 2-2 , 5-0 | Vlag van Oostenrijk        | Wiener AC            |
| Spartak Trnava         | Vlag van Tsjecho-Slowakije | 2-0 , 0-1 | Vlag van Italië            | AS Roma              |
| AS Dukla Praag         | Vlag van Tsjecho-Slowakije | 1-2 , 2-1 | Vlag van Oostenrijk        | Wiener Sport-Club    |
| Spartak Praag Sokolovo | Vlag van Tsjecho-Slowakije | 3-1 , 3-1 | Vlag van Oostenrijk        | Linzer ASK           |

 Klassement 
| Plaats | Land             | W : w - g - v  | Punten | Doelsaldo |
| ------ | ---------------- | -------------- | ------ | --------- |
| 1      | Hongarije        | 12 : 8 - 1 - 3 | 17     | 25 - 16   |
| 2      | Joegoslavië      | 12 : 7 - 1 - 4 | 16     | 26 - 18   |
| 3      | Tsjechoslowakije | 12 : 6 - 1 - 5 | 13     | 24 - 18   |
| 4      | Italië           | 12 : 4 - 0 - 8 | 8      | 12 - 20   |
| 5      | Oostenrijk       | 12 : 3 - 1 - 8 | 7      | 17 - 32   |

1927 · 1928 · 1929 · 1930 · 1931 · 1932 · 1933 · 1934 · 1935 · 1936 · 1937 · 1938 · 1939 · 1940 · 1951 · 1955 · 1956 · 1957 · 1958 · 1959 · 1960 · 1961 · 1962 · 1963 · 1964 · 1965 · 1966 · 1967 · 1968 · 1969 · 1970 · 1971 · 1972 · 1973 · 1974 · 1975 · 1976 · 1977 · 1978 · 1980 · 1981 · 1982 · 1983 · 1984 · 1985 · 1986 · 1987 · 1988 · 1989 · 1990 · 1991 · 1992